# Donkey Xote
Donkey Xote è un film d'animazione del 2007 diretto da José Pozo.
La pellicola è basata sul romanzo Don Chisciotte di Miguel de Cervantes y Saavedra. Di produzione Lumiq Studios e Filmax International, il film è sceneggiato da Angel Pariente.
L'asino Rucio, protagonista della storia, ha una somiglianza voluta con Ciuchino, uno dei personaggi di maggior rilievo del film d'animazione Shrek.
Il film è stato presentato durante il Festival di Cannes 2012.

## Trama
Il film inizia con la narrazione della storia di Don Chisciotte da parte di Cervantes in persona, ma l'asino Rucio, la cavalcatura di Sancio, amico di Chisciotte, lo interrompe insistendo a raccontare la verità: il cavaliere non è così pazzo e fuori dal comune come molti pensano, ma è in realtà una persona molto intelligente, entusiasta e appassionata, mentre Rucio desidera essere il cavallo di Quixote al posto di Ronzinante, che invece detesta allontanarsi dalla sua stalla.
I due uomini con i loro destrieri sono partiti alla ricerca di Dulcinea, che dovrebbe essere la spasimante di Chisciotte; mentendo, Sancio sosteneva di averla vista per un attimo mentre stava da solo. Per merito dell'avventura, i due "cavalieri" diventano famosi nel loro villaggio natale de La Mancia, e questo provoca l'invidia di Sansón Carrasco, amico d'infanzia di Chisciotte. Da quest'ultimo, i due vengono a sapere che, a quanto pare, un Cavaliere della Bianca Luna intende sfidare Chisciotte a Barcellona, sotto la prossima luna piena, con Dulcinea come posta in palio: sapendo che in caso di vittoria la vera identità di Dulcinea sarà rivelata, Chisciotte accetta la sfida e Carrasco, per prepararlo alla sfida, gli dona l'armatura degna di un cavaliere. Partiti uomini e destrieri, Carrasco si confida con Avellaneda, un suo servo, che in realtà intende distruggere i due "cavalieri" e prendersi tutta la gloria; a tale scopo, si serve di un certo Cavaliere Sinistro, che si riteneva essere un'invenzione di Chisciotte, incaricato di impedire che i due raggiungano Barcellona, mentre l'armatura data a Chisciotte serve a rallentarlo.
I quattro sono inoltre seguiti da James Rooster, guardia del corpo di Ronzinante, che ha saputo che il suo cavallo se ne è andato con Chisciotte. Raggiunta El Toboso, il quartetto viene a sapere che molti altri uomini hanno ricevuto delle lettere dal Cavaliere della Bianca Luna e ora vestono i panni di Chisciotte per vincere l'amore di Dulcinea. Chisciotte combatte contro due malviventi, ma la sua armatura si muove da sola; viene presto a sapere che vi si trova imprigionata l'anima di un cavaliere un tempo suo possessore, che sarà libera solo se Chisciotte compirà un atto di coraggio. Pensando di aver trovato Dulcinea, Chisciotte prova a confessare il suo amore per lei, ignaro di parlare in realtà a una sagoma di cartone dietro a una tenda; in quel momento, Avellaneda sposta la sagoma sul suo carretto facendo così credere ai protagonisti che Dulcinea stia venendo rapita. James alla fine raggiunge i quattro, ma lungo la strada verso Barcellona, questi trovano una duchessa che viene attaccata da un leone e vanno a salvarla; grata per il loro aiuto, la duchessa invita i cavalieri nel suo castello dove risiede il duca suo marito. In realtà il leone, di nome Bartolo, è un animale domestico della coppia, e l'attacco era un diversivo per ritardare i due protagonisti. Il duca e la duchessa si offrono di incaricare i loro soldati di trovare i "rapitori" di Dulcinea in modo che Chisciotte possa stare con lei, e intanto cercano di nominare Sancho governatore di un'isola, come egli aveva sempre sognato.
Approfittando dell'assenza di Chisciotte, la duchessa rivela a Sancho di essere sempre stata al corrente del fatto che egli, in precedenza, aveva mentito dicendo di aver visto Dulcinea, e dunque lo ricatta facendogli dire a Chisciotte che l'impostore riportato dai soldati è la vera Dulcinea. L'impostore si scopre essere una donna scortese di nome Altisidora, e dopo che Sancio convince con riluttanza Chisciotte che l'impostore è Dulcinea, lui e Rucio partono con i soldati per la sua isola, lasciando Chisciotte da solo con Altisidora la cui scortesia lo obbliga a ripensare al suo amore per Dulcinea. Ronzinante spia poi il duca, la duchessa e Altisidora e scopre che Avellaneda e il Cavaliere Sinistro li pagano per impedire ai cavalieri di raggiungere Barcellona; viene però scoperto dalla civetta domestica di Avellaneda, e lui e James sono rinchiusi in una stalla che viene poi data alle fiamme. Per loro fortuna, Bartolo si redime e corre subito a salvarli. Sancio comprende invece che i soldati stanno portando lui e Rucio in mezzo al nulla, e corrono subito al castello per salvare Chisciotte dalle grinfie del duca e della duchessa; Sancio confessa di aver mentito riguardo l'aver visto Dulcinea, e Chisciotte lascia deluso il castello con Sancio, Rucio e Ronzinante. Vedendo che i due cavalieri intendono tornare a casa, i due ronzini fanno di testa loro e li portano invece a Barcellona; lì, vedono che è in corso un torneo tra cavalieri, e siccome vi partecipano vari impostori di Chisciotte da El Toboso, capiscono che il vincitore sarà considerato il vero Chisciotte, che affronterà al duello finale il Cavaliere della Bianca Luna.
Essendo Ronzinante stancato dal viaggio a Barcellona, Chisciotte sceglie Rucio come destriero per il torneo. James e Bartolo seguono il quartetto a Barcellona, e la vista del leone spaventa quasi tutti i presenti, accorciando la durata del torneo. Alla fine Chisciotte vince i suoi combattimenti, ma in quel momento il Cavaliere Sinistro arriva per impedirgli di affrontare il Cavaliere della Bianca Luna; con un calcio da parte di Rucio, il Cavaliere Sinistro perde la sua armatura, rivelando di essere Carrasco, il quale aveva preso tale identità con la speranza di diventare famoso. Il duello finale con il Cavaliere della Bianca Luna inizia però male per Chisciotte, e Carrasco ne approfitta per spingere quest'ultimo nella speranza che l'avversario lo ferisca mortalmente; ma in quel momento, l'armatura si erge al suo soccorso, e l'atto di coraggio libera l'anima del cavaliere in essa intrappolato, che viene portato nell'aldilà. Il duello continua, ma alla fine Chisciotte si arrende e rinuncia a Dulcinea, dichiarando che ella merita di stare con il cavaliere più prode; il Cavaliere della Luna comprende però che solo il vero Chisciotte rinuncerebbe a Dulcinea per il di lei bene, così dichiara invece vincitore Chisciotte e, toltosi l'armatura, rivela di essere la vera Dulcinea. Come Chisciotte cercava Dulcinea, Dulcinea cercava Chisciotte, ma, ignara se esistesse realmente o no, aveva organizzato il torneo per provare l'estenza del suo vero amore. Chisciotte e Dulcinea confessano così il loro reciproco amore, e Rucio, Ronzinante, James e Bartolo tornano a casa a La Mancia.

## Produzione
Donkey Xote è una co-produzione di Lumiq Studios e della casa di produzione spagnola Filmax Animation. Il progetto è stato realizzato da un gruppo di lavoro di più di 150 tecnici specializzati in animazione 3D.

## Colonna sonora
- Dónde Están Mis Sueños, Jordi Cubino, interpretata da Marta Sánchez
- A New Day Has Come, Stephan Moccio e Aldo Nova, interpretata da Elisabeth Gray
- Hit Me With Your Best Shot, Edward Schwartz, interpretata da Tessa
- Born Free, Don Black e John Barry, interpretata da Alex Warner
- True Colors, Tom Kelly e Billy Steinberg, interpretata da Elisabeth Gray
- I Fought the Law, Sonny Curtis, interpretata day Alex Warner
- Games People Play, Joe South, interpretata da Alex Warner

## Distribuzione
Il film ha debuttato il 22 novembre 2007, a Toledo in Spagna, è stato presentato allo European Film Market nel febbraio 2008, e proiettato a marzo al decimo 'Cartoon Movie' negli Studios Babelsberg di Potsdam.
Il film è stato distribuito come Donkey X negli Stati Uniti d'America e in Canada, come Aasi ja puolikuun ritari in Finlandia, come Don Chichot in Polonia, come Don Kihotis in Grecia, come Don Kisot in Turchia, come Don Quijote szamarancsa in Ungheria, come Donkey Schott in Germania, come Măgăruşul buclucaş in Romania e come Les Folles Aventures De Rucio in Francia.
Un anno dopo l'uscita del film, è uscito anche un videogioco ispirato a esso, commissionato dalla compagnia Revistronic Madrid e pubblicato dalla V.2 Play; ne esistono le versioni PC, PlayStation 2 (entrambe videogioco d'avventura), PlayStation Portable e Nintendo DS (che contiene numerosi minigiochi).

## Riconoscimenti
- 2008, Premio Gaudí
  - Candidatura al Miglior film d'animazione[10]
- 2009, Premio Goya
  - Candidatura al Miglior film d'animazione[11]